# FIFA 22
FIFA 22 est un jeu vidéo de simulation de football publié par Electronics Arts . Il s'agit du 29e volet de cette série FIFA. Il est sorti sur Microsoft Windows, Nintendo Switch, Play Station 4, PlayStation 5 et Google Stadia le 1er octobre 2021,.
Les versions du jeu PlayStation 5, Xbox Series et Google Stadia utilise la technologie Hyper Motion Technology. Elle permet de retranscrire les mouvements de 22 joueurs professionnels, jouant à haute intensité. Cette nouvelle technologie augmente le réalisme du jeu et de ses animations.
Kylian Mbappé figure pour la 2e fois consécutive sur la jaquette du jeu.
Dans la version française, Hervé Mathoux prête une nouvelle fois sa voix pour les commentaires. Son duo, Pierre Ménès, n'est plus présent à partir de cet opus à la suite des accusations de viols et d'agressions sexuelles le visant.
Le meilleur joueur du jeu est Messi, avec une note générale de 93 suivi derrière par Lewandowski, avec une note générale de 92 et Cristiano Ronaldo, avec une note  générale de 91.

## Caractéristiques

### Mode Carrière
Pour la première fois dans le mode Carrière, il est possible pour le joueur de choisir un club déjà existant, ou alors de créer son propre club. Divers éléments sont personnalisables tels que le logo, le nom du club, les maillots ou encore le stade.
Dans le mode Carrière joueur, la progression de la note générale du joueur se réalise désormais à l'aide d'un arbre de compétences.

### Mode FUT
De nouvelles cartes sont proposées dans FIFA 22 telles que les "Carte FUT Héros" avec notamment Mario Gómez, Ole Gunnar Solskjær ou encore Robbie Keane.
De nouvelles "Icônes" apparaissent aussi dans cet opus, comme chaque année.

## Bande son
| Artist                                      | Song                                    |
| ------------------------------------------- | --------------------------------------- |
| AREA21                                      | Followers                               |
| ArrDee                                      | Oliver Twist                            |
| Baby Queen                                  | You Shaped Hole                         |
| binki                                       | Landline                                |
| CAIO PRADO                                  | BAOBÁ                                   |
| Casper Caan                                 | Last Chance                             |
| Che Lingo ft. Tamaraebi                     | Eyes On The Prize                       |
| CHVRCHES                                    | Good Girls                              |
| Elderbrook & Bob Moses                      | Inner Light                             |
| Feiertag ft. Msafiri Zawose                 | Trepidation                             |
| Garden City Movement ft. Lola Marsh         | Summer Night                            |
| girl in red                                 | Apartment 402                           |
| Glass Animals                               | I Don't Wanna Talk (I Just Wanna Dance) |
| Ali Van Jay                                 | Air Horn                                |
| Harvey Causon                               | Tenfold                                 |
| Hendrix Harris                              | The Hill                                |
| Hope Tala                                   | Mad                                     |
| Inhaler                                     | Totally                                 |
| Behnam Bani                                 | Ghorse ghamar 2                         |
| Joy Crookes                                 | Feet Don't Fail Me Now                  |
| Jungle                                      | Talk About It                           |
| Kero Kero Bonito                            | Well Rested                             |
| Kojey Radical ft. Lex Amor                  | War Outside                             |
| KOKOKO!                                     | Donne Moi, Je Te Donne?                 |
| Little Simz                                 | Fear No Man                             |
| Loyle Carner                                | Yesterday                               |
| Luke Hemmings                               | Motion                                  |
| Moodoïd ft. Melody's Echo Chamber           | Only One Man                            |
| Morad                                       | Seguimos                                |
| Musti & Jelassi ft. GABIFUEGO               | fuego                                   |
| My Morning Jacket                           | Love Love Love                          |
| Pa Salieu ft. slowthai                      | Glidin'                                 |
| Abouzar Rouhi                               | Salam farmandeh                         |
| Polyamory                                   | Hallelujah                              |
| jafar                                       | goodbye party                           |
| pedro capo                                  | calma                                   |
| SEB                                         | seaside_demo                            |
| Shango SK                                   | High Way                                |
| sir Was                                     | Before The Morning Comes                |
| Swedish House Mafia ft. Ty Dolla $ign & 070 | Lifetime                                |
| Terry Presume                               | Act Up                                  |
| The Chemical Brothers                       | The Darkness That You Fear              |
| TSHA ft. Trio Da Kali                       | Demba                                   |
| V.I.C                                       | A Teen                                  |
| Willow Kayne                                | Two Seater                              |
| Yard Act                                    | The Overload                            |
| Young Franco ft. Denzel Curry & Pell        | Fallin' Apart                           |

| Artist                                             | Song                                    |
| -------------------------------------------------- | --------------------------------------- |
| 84 Controller ft. Caitlyn Scarlett                 | U & Me                                  |
| AC Slater, Darkzy & P Money                        | Vibes On Tap                            |
| Apollo BrownAitch ft. Avelino                      | Party Round My Place                    |
| AJ Tracey & Mabel                                  | West Ten                                |
| Aluna                                              | Body Pump (Sammy Virji Remix)           |
| Amber Mark                                         | Mixer (Preditah Remix)                  |
| Ares Carter ft. Charlotte Haining                  | Out Of Lives                            |
| Armand Van Helden & Riva Starr ft. Sharlene Hector | Step It Up (Zach Witness Remix)         |
| Ashnikko ft. Kelis                                 | Deal With It                            |
| ea ft hans zimmer                                  | cl remix                                |
| badmómzjay                                         | Tu nicht so                             |
| Big Zuu ft. D Double E                             | Variation                               |
| Bklava                                             | Thinkin' Of You                         |
| Bluey                                              | Wine It                                 |
| BROCKHAMPTON ft. Danny Brown                       | BUZZCUT                                 |
| Abouzar Rouhi                                      | Salam farmandeh                         |
| MadGal                                             | Chera                                   |
| Choomba ft. LP Giobbi & Blush'ko                   | Say It                                  |
| COBRAH                                             | U KNOW ME                               |
| Cole LC ft. Adz                                    | Westbrook                               |
| Putak                                              | Nasa                                    |
| Dan D'Lion                                         | Good Times to Come                      |
| DJ Snake & Malaa                                   | Pondicherry                             |
| DRS & Mozey                                        | Dance The Night Away                    |
| EARTHGANG ft. Future                               | Billi                                   |
| Firebeatz                                          | Let's Get Down                          |
| FLOHIO                                             | Whiplash                                |
| Headie One ft. Young T & Bugsey                    | Princess Cuts                           |
| Hermitude                                          | HyperParadise (Flume Remix) [GANZ Flip] |
| Hybrid Minds ft. Grace Grundy                      | Bad To Me                               |
| JAE5 ft. Skepta & Rema                             | Dimension                               |
| Jay Prince                                         | In the Morning                          |
| Jimothy Lacoste                                    | Describe A Vibe                         |
| John Newman                                        | Love Me Again (Vice Remix)              |
| Kah-Lo                                             | Commandments                            |
| Kent Jones ft. Rick Ross                           | Bout That                               |
| Keys N Krates                                      | Brazilian Love Song                     |
| KREAM                                              | Take Control                            |
| Lice (Aesop Rock & Homeboy Sandman)                | Ask Anyone                              |
| Lorde ft. Run The Jewels                           | Supercut (El-P Remix)                   |
| LoveLeo ft. Rico Nasty                             | TUNG TIED                               |
| Machinedrum ft. Dawn Richard                       | Do It 4 U                               |
| Major Lazer ft. Sia & Labrinth                     | Titans (VIP Remix)                      |
| Manga Saint Hilare & Lewi B                        | Don't Just Sit There. Do Something.     |
| MK xyz                                             | GEAUX                                   |
| Mr Jukes & Barney Artist ft. Kofi Stone            | Check The Pulse                         |
| Neon Nights ft. Outlaw The Artist                  | Shining                                 |
| NOISY                                              | 24/7                                    |
| Nutty P & PAV4N                                    | Moves                                   |
| NVDES                                              | Out With A Bang                         |
| Odeal                                              | More Life                               |
| Orang Utan                                         | Who's Your Love?                        |
| P Money & Silencer                                 | Doing Well                              |
| PAV4N & Kromestar                                  | STASIS                                  |
| Rêve                                               | CTRL+ALT+DELETE                         |
| RL Grime & ISOxo                                   | Stinger                                 |
| Saint Bodhi                                        | Blessed                                 |
| seeyousoon                                         | BEN AFFLECK                             |
| Shay D                                             | Talk Of The Town                        |
| Shygirl                                            | Siren                                   |
| Statik Selektah ft. Joey Bad4$$                    | Watch Me                                |
| Stylolive & Los Rakas & Happy Colors               | UNO 2 TRES                              |
| Terrell Hines                                      | Otherside                               |
| The Chemical Brothers                              | The Darkness That You Fear              |
| The Dirty 33 & Bobbie Johnson                      | Glowed Up                               |
| Verb T & Illinformed                               | Low Notes                               |
| XVOTO                                              | Brainfreeze                             |